# Jaworowo (obwód Stara Zagora)
Jaworowo (bułg. Яворово) – wieś w południowej Bułgarii, obwód Stara Zagora, gmina Czirpan.